# Gornja Lomnica (Vlasotince)
Pour les articles homonymes, voir Gornja Lomnica.
Gornja Lomnica (en serbe cyrillique : Горња Ломница) est un village de Serbie situé dans la municipalité de Vlasotince, district de Jablanica. Au recensement de 2011, il comptait 46 habitants.
Gornja Lomnica est également connue sous le nom de Mala Lomnica.

## Démographie
| 1948 | 1953 | 1961 | 1971 | 1981 | 1991 | 2002 | 2011 |
| ---- | ---- | ---- | ---- | ---- | ---- | ---- | ---- |
| 254  | 255  | 273  | 171  | 120  | 84   | 66   | 46   |

|  |